# Крутче-Байгорский сельсовет
Крутче-Байгорский сельсове́т — сельское поселение в Усманском районе Липецкой области. 
Административный центр — село Крутченская Байгора.

## История
В соответствии с законами Липецкой области №114-оз от 02.07.2004 и №126-оз от 23.09.2004 сельсовет наделён статусом сельского поселения, установлены границы муниципального образования.

## Население
| 2010 | 2012 | 2013 | 2014 | 2015 | 2016 | 2017 |
| ---- | ---- | ---- | ---- | ---- | ---- | ---- |
| 728  | ↘712 | ↘682 | ↘655 | ↘634 | ↘627 | ↘622 |
| 2018 | 2021 |      |      |      |      |      |
| ↗629 | ↘607 |      |      |      |      |      |

## Состав сельского поселения
| № | Населённый пункт    | Тип населённого пункта       | Население |
| - | ------------------- | ---------------------------- | --------- |
| 1 | Крутченская Байгора | село, административный центр | ↘607      |